# Бэр (округ)
Округ Бэр (англ. Bexar, /ˈbɛər/) — округ штата Техас в США. Согласно переписи населения 2010 года население округа составляло 1 714 773 жителей, что сделало округ четвёртым по численности в Техасе и девятнадцатым в США. Окружной центр — город Сан-Антонио.

## История
Округ Бэр был создан 20 декабря 1836 года и первоначально включал в себя почти всю западную половину Республики Техас. В него входили территории от западного Нью-Мексико к северу до Вайоминга. После получения территориями статуса штатов из оригинального округа Бэр было сформировано 128 округов.
Современное американское произношение округа — Беар (/ˈbɛər/). На староиспанском Bexar произносится «Бехар». Округ был назван в честь Сан-Антонио-де-Бехар, одного из 23-х мексиканских муниципалитетов Техаса на время провозглашения им своей независимости и первым, основанным испанцами в Испанском Техасе. Муниципалитет был основан в 1731 году 55-ми переселенцами из Канарских островов, неподалёку от поселений христианских миссионеров у истоков реки Сан-Антонио. Поселение было названо в честь  Presidio San Antonio de Béjar, испанского военного поста, созданного для защиты поселений миссионеров. Сам военный пост был основан в 1718 году и назван в честь герцога Бальтасара де Суньига-и-Гусман, второго сына герцога испанского города Бехар.